# Broward County
Das Broward County ist ein County im Bundesstaat Florida der Vereinigten Staaten. Der Verwaltungssitz (County Seat) ist Fort Lauderdale. Gemeinsam mit Teilen des Miami-Dade County und Palm Beach County bildet das östliche Broward County die Metropolregion Miami.
Das County ist das mit den zweitmeisten Einwohnern in Florida. Im nationalen Vergleich der bevölkerungsreichsten Countys liegt es auf Rang 18.

## Geographie
Das County hat eine Gesamtfläche von 3418 km², 3122 km² davon sind Land-, 296 km² oder 8,7 Prozent sind Wasserflächen. Die Temperaturen sind das ganze Jahr über warm. Das County liegt in der tropischen Zone. Es grenzt im Uhrzeigersinn an folgende Countys: Miami-Dade County, Collier County, Hendry County und Palm Beach County.

## Geschichte
Broward County wurde 1915 eingerichtet. Sein Name geht auf Napoleon Bonaparte Broward zurück, der von 1905 bis 1909 Gouverneur in Florida war. Der Wahlbezirk Broward County war einer der Bezirke, die bei der Kontroverse um die Auszählung der Stimmen während der Präsidentschaftswahl 2000 im Mittelpunkt des Interesses standen.
Auch bei dem knappen Ausgang der Senats- und Gouverneurswahl 2018 galt diesem – von Wählern der Demokraten dominierten – County die größte Aufmerksamkeit. Im County waren bei etwa 10.000 Stimmzetteln – in deutlich höherem Ausmaß als in allen anderen Countys Floridas – zwar Stimmen für die Gouverneurs-, aber nicht für die Senatswahl abgegeben worden („undervote“). Es gab die Vermutung, dass ein maschineller Auszählungsfehler vorgelegen haben könnte, die Diskrepanz blieb allerdings auch nach einer zweiten Auszählung der Stimmzettel per Hand, sodass das verwirrende Aussehen des Stimmzettels als wahrscheinlichste Erklärung für das „undervote“ gilt. Die langjährige Verwaltungsleitern für Wahlen des Countys, Brenda Snipes, die von allen Seiten kritisiert worden war, erklärte am Tag nach dem Ende der Nachzählung im November 2018 ihren Rücktritt.

## Demographie
Gemäß der Volkszählung 2010 verteilten sich die damaligen 1.748.066 Einwohner auf 810.388 Haushalte. Die Bevölkerungsdichte lag bei 511,4 Einw./km². 63,1 % der Bevölkerung waren Weiße, 26,7 % Afroamerikaner, 0,3 % Indianer und 3,2 % Asian Americans. 3,8 % waren Angehörige anderer Ethnien und 2,9 % verschiedener Ethnien. 25,1 % der Bevölkerung bestand aus Hispanics oder Latinos.
Im Jahr 2010 lebten in 32,3 % aller Haushalte Kinder unter 18 Jahren sowie 27,6 % aller Haushalte Personen mit mindestens 65 Jahren. 63,3 % der Haushalte waren Familienhaushalte (bestehend aus verheirateten Paaren mit oder ohne Nachkommen bzw. einem Elternteil mit Nachkomme). Die durchschnittliche Größe eines Haushalts lag bei 2,52 Personen und die durchschnittliche Familiengröße bei 3,14 Personen.
24,8 % der Bevölkerung waren jünger als 20 Jahre, 25,7 % waren 20 bis 39 Jahre alt, 29,7 % waren 40 bis 59 Jahre alt und 19,7 % waren mindestens 60 Jahre alt. Das mittlere Alter betrug 40 Jahre. 48,4 % der Bevölkerung waren männlich und 51,6 % weiblich.
Das durchschnittliche Jahreseinkommen lag bei 51.782 $, dabei lebten 13,0 % der Bevölkerung unter der Armutsgrenze.
Im Jahr 2010 war englisch die Muttersprache von 71,27 % der Bevölkerung, spanisch sprachen 16,33 % und 12,40 % hatten eine andere Muttersprache.

## Kultur und Sehenswürdigkeiten

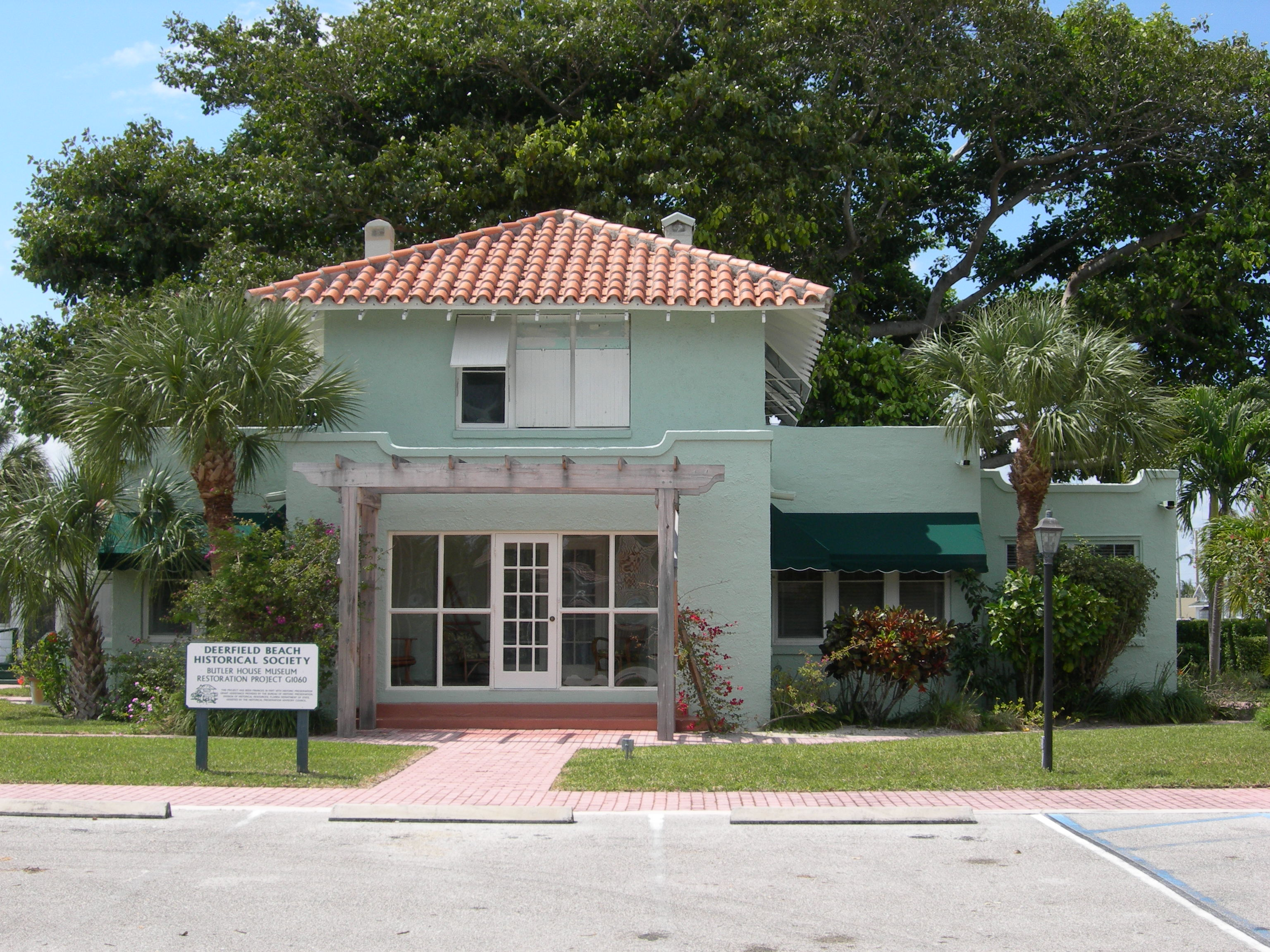
Das James D. and Alice Butler House (2008). Das Haus wurde im Jahr 1923 im Stile des Mediterranean Revival („wiederbelebter Mittelmeer-Stil“) errichtet und ist heute ein Museum. Das Bauwerk wurde im Juli 1995 in das NRHP eingetragen.

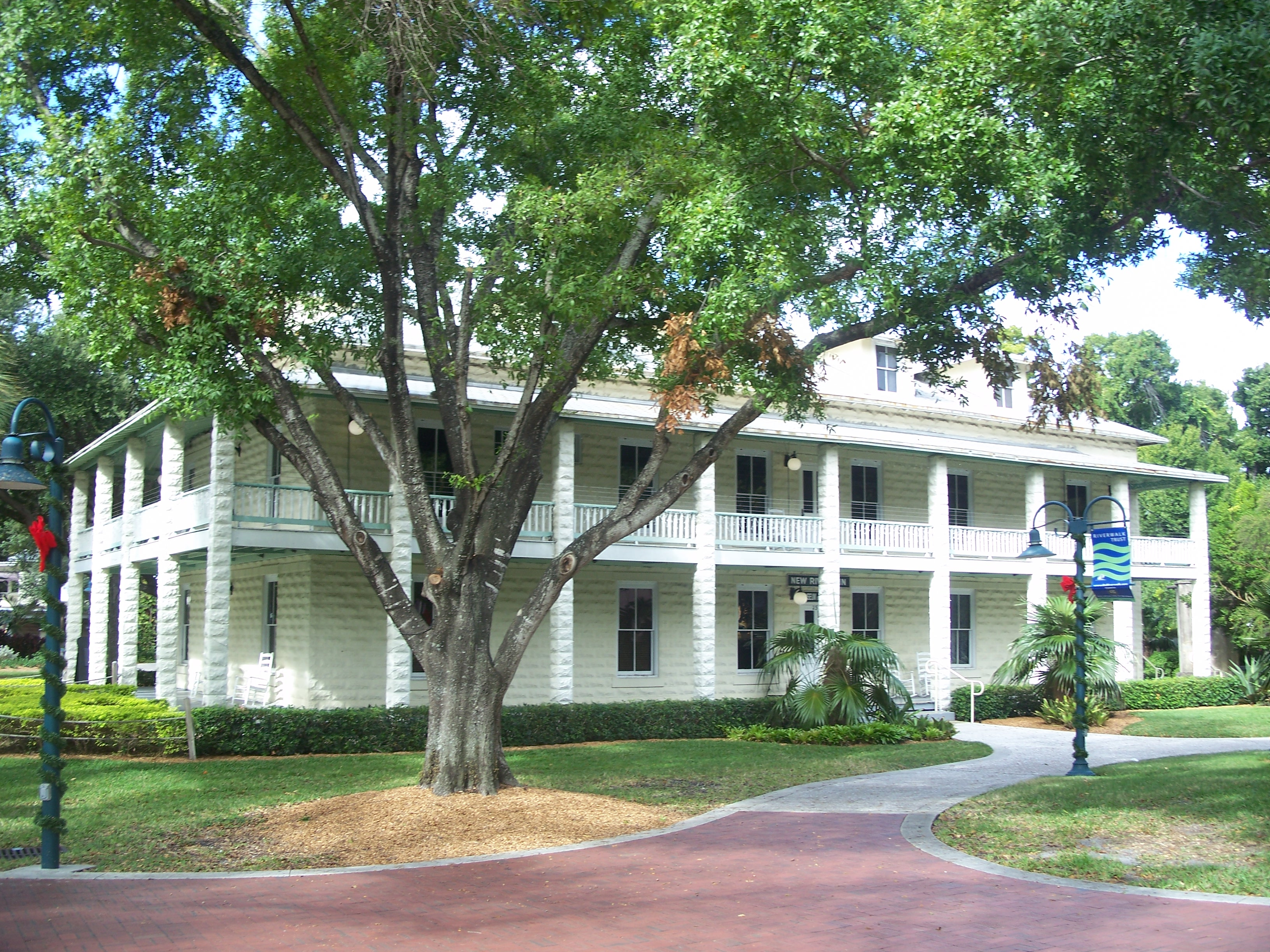
New River Inn (2010). Dieses Hotel wurde im Jahr 1905 errichtet und war eines der ersten in Gegend von Fort Lauterdale. Im Juni 1972 wurde es als erstes Objekt des Countys in das NRHP eingetragen.

Insgesamt sind 40 Bauwerke, Stätten und historische Bezirke (Historic Districts) im Broward County im National Register of Historic Places („Nationales Verzeichnis historischer Orte“; NRHP) eingetragen (Stand 14. Januar 2023), darunter acht Schulen, ein polynesisches Restaurant und ein Leuchtturm.

## Bildungseinrichtungen
- Art Institute of Fort Lauderdale
- Broward Community College
- Florida Atlantic University
- Nova Southeastern University

## Wirtschaft
Die größten Arbeitgeber des Countys waren 2018:
| Arbeitgeber                  | Arbeitnehmer |
| ---------------------------- | ------------ |
| Broward County School Board  | 33.864       |
| Memorial Healthcare System   | 13.137       |
| Broward County Government    | 11.771       |
| Broward Health               | 8219         |
| Nova Southeastern University | 7102         |
| Auto Nation                  | 4100         |
| American Express             | 3500         |
| City of Fort Lauderdale      | 2749         |
| Spirit Airlines              | 1800         |
| Citrix                       | 1700         |

## Verwaltungseinheiten
Broward County hat 31 Cities (die einwohnerstärksten sind Fort Lauderdale, Pembroke Pines, Hollywood, Coral Springs, Miramar und Pompano Beach), Towns und Villages. Hinzu kommen noch einige census-designated places, das gemeindefreie Gebiet Fern Crest Village sowie die Geisterstadt Andytown.
Die Einwohnerzahlen basieren auf der Volkszählung von 2010.

Kommunen im Broward County

| #  | Kommune               | Bezeichnung | Gründungsdatum     | Einwohnerzahl |
| -- | --------------------- | ----------- | ------------------ | ------------- |
| 2  | Coconut Creek         | City        | 1967, 20. Februar  | 52.909        |
| 26 | Cooper City           | City        | 1959, 20. Juni     | 28.547        |
| 4  | Coral Springs         | City        | 1963, 10. Juni     | 121.096       |
| 23 | Dania Beach           | City        | 1904, November     | 29.639        |
| 22 | Davie                 | Town        | 1925, 16. November | 91.992        |
| 3  | Deerfield Beach       | City        | 1925, 11. Juni     | 75.018        |
| 16 | Fort Lauderdale       | City        | 1911, 27. März     | 165.521       |
| 31 | Hallandale Beach      | City        | 1927, 14. Mai      | 37.113        |
| 8  | Hillsboro Beach       | Town        | 1939, 12. Juni     | 1.875         |
| 24 | Hollywood             | City        | 1925, 28. November | 140.768       |
| 11 | Lauderdale-by-the-Sea | Town        | 1947, 30. November | 6.056         |
| 17 | Lauderdale Lakes      | City        | 1961, 22. Juni     | 32.593        |
| 18 | Lauderhill            | City        | 1959, 20. Juni     | 66.887        |
| 15 | Lazy Lake             | Village     | 1953               | 24            |
| 7  | Lighthouse Point      | City        | 1956, 13. Juni     | 10.344        |
| 5  | Margate               | City        | 1961, 22. Juni     | 53.284        |
| 28 | Miramar               | City        | 1955, 26. Mai      | 122.041       |
| 10 | North Lauderdale      | City        | 1963, 10. Juni     | 41.023        |
| 13 | Oakland Park          | City        | 1929, 19. Juni     | 41.363        |
| 1  | Parkland              | City        | 1963, 10. Juli     | 23.962        |
| 30 | Pembroke Park         | Town        | 1957, 10. Dezember | 6.102         |
| 27 | Pembroke Pines        | City        | 1960               | 154.750       |
| 20 | Plantation            | City        | 1953, 30. April    | 84.955        |
| 6  | Pompano Beach         | City        | 1947               | 99.845        |
| 12 | Sea Ranch Lakes       | Village     | 1959               | 670           |
| 25 | Southwest Ranches     | Town        | 2000, 25. Juli     | 7.345         |
| 19 | Sunrise               | City        | 1961               | 84.439        |
| 9  | Tamarac               | City        | 1963, 15. August   | 60.427        |
| 29 | West Park             | City        | 2005, 1. März      | 14.156        |
| 21 | Weston                | City        | 1996               | 65.333        |
| 14 | Wilton Manors         | City        | 1947               | 11.632        |